# Trichoglottis calochila
Trichoglottis calochila är en orkidéart som beskrevs av Louis Otho Otto Williams. Trichoglottis calochila ingår i släktet Trichoglottis och familjen orkidéer.
Artens utbredningsområde är Filippinerna. Inga underarter finns listade i Catalogue of Life.